# Joey Drew Studios
Joey Drew Studios - команда розробників ігор, організована компанією Kindly Beast для розвитку франшизи Бенді. Вона була створена 31 липня 2018 року, перш ніж TheMeatly Games була перейменована в Kindly Beast.
Команда була названа на честь однойменної вигаданої студії анімації. Окрім створення ігор, ця команда займається також створенням анімаційних короткометражок по Бенді, а зараз і над фільмом спільно з кінокомпанією «Radar Pictures».

## Відомі працівники
- TheMeatly - засновник;
- Mike D. - спів-засновник;
- Bookpast - бренд-менеджер.

## Відеоігри
| 2017 | Bendy and the Ink Machine                                    |
| 2018 | Bendy in Nighmare Run                                        |
| 2019 |                                                              |
| 2020 | Boris and the Dark Survival                                  |
| 2021 |                                                              |
| 2022 | Bendy and the Dark Revival                                   |
| 2023 |                                                              |
| 2024 | Bendy: Secrets of the Machine                                |
| 2025 | Bendyː Lone Wolf (Оновлення Boris and the Dark Survival).    |
| TBA  | Bendy 3, Bendy: The Cilent City, Bendy's Rubberhose Revenge. |

### Доступні відеоігри
- Bendy and the Ink Machine;
- Bendy and the Dark Revival;
- Boris and the Dark Survival;
- Bendyː Secrets of the Machine.

### Відеоігри в розробці
- Bendyː The Cilent City
- Bendy 3
- Bendyː Lone Wolf

### Недоступні відеоігри
- Bendy in Nighmare Run

### Відмінені проекти
- Bendyː The Cage